# Retocomus colasi
Retocomus colasi är en skalbaggsart som beskrevs av Abdullah 1965. Retocomus colasi ingår i släktet Retocomus och familjen kvickbaggar. Inga underarter finns listade i Catalogue of Life.